# Белов, Игорь Владимирович
Игорь Владимирович Белов (15 мая 1964, Магадан — 14 ноября 2005, Москва) — советский и российский рок-музыкант, певец, гитарист. Последний вокалист советской рок-группы «ДК», а также участник и сооснователь группы «Весёлые картинки».

## Биография
Родился 15 мая 1964 года в Магадане, где работал тогда его отец. С 1968 года — жил в Москве, на улице Фестивальная. 

С 1985 года играл в группе «ДК». С участием Белова «ДК» были записаны альбомы «На фоне Лебедя-Кумача» (1986), «Цвети и здравствуй молодость» (1986) и заключительный магнитоальбом «Пожар в мавзолее», записанный незадолго до распада группы.
С 1986 года по приглашению Дмитрия Яншина играл в группе «Весёлые картинки».

### Смерть
Игорь Белов ушёл из жизни 14 ноября 2005 года, на 42-м году жизни. По одним данным, его зверски убили, по другим — он умер от рака.

## Дискография

### Весёлые картинки
- «Шизгара» (1989)

### ДК
- «На фоне Лебедева-Кумача» (1986)
- «Цвети и здравствуй, молодость» (1987)
- «Цветочный король» (1989)
- «В гостях у ветерана» (1989)
- «Пожар в Мавзолее» (1990)

## Цитаты
- «Всех их <журналиста „Роллинг Стоун“ Майкла Бенсона и Джека Барона из „New Musical Express“> реально поразил тогда артистизм и музыкальность Белова. Игорь участвовал в трёх сессиях группы „ДК“: „На фоне Лебедя-Кумача“ 1986, „Цвети и здравствуй молодость“ 1986 и „Пожар в Мавзолее“ 1989-90. Именно его, единогласно, мы пригласили на юбилейный концерт в Точке. Оглядываясь назад, это был, безусловно, лучший вокалист „ДК“ — техничный, с хорошим вкусом и, в отличие от колоритных Клемешова и Морозова (и даже от Яншина!), прекрасно понимавший — куда я всех их тянул, и всегда работавший с удовольствием, что хорошо заметно по записям: альбом „Шизгара“, который он записал с „Картинками“, — лучший памятник выдающемуся российскому артисту и музыканту, 14 ноября 2005 года покинувшему этот мир, в самом расцвете творческих сил» — С. Жариков.